# Come un uragano (film)
(Tagline del film.)
Come un uragano (Nights in Rodanthe) è un film del 2008 diretto da George C. Wolfe.
Il film, interpretato da Richard Gere e Diane Lane, è un adattamento cinematografico dell'omonimo romanzo di Nicholas Sparks.
La pellicola, uscita nelle sale cinematografiche italiane il 19 dicembre 2008, segna la terza collaborazione tra Richard Gere e Diane Lane, dopo Cotton Club e L'amore infedele - Unfaithful.

## Trama
Adrienne Willis, una casalinga madre di due figli, si trova a un bivio dopo essere stata tradita e lasciata dal marito Jack. Quando lui le chiede inaspettatamente di tornare insieme, la sua mente è un turbine di pensieri. Ha bisogno di tempo per riflettere, così coglie l'occasione per sostituire la sua amica Jean nella locanda a Rodanthe. Lì incontra Paul Flanner, un chirurgo plastico solitario e tormentato.
Insieme, condividono le loro ferite. Paul le confida il suo difficile rapporto con il figlio Mark e la sua disperazione per la morte di una sua paziente. Adrienne, a sua volta, gli apre il cuore raccontandogli del tradimento e delle sue paure. L'atmosfera si fa sempre più tesa: Rodanthe è minacciata da un uragano e Paul deve affrontare il marito della paziente, ma l'incontro si rivela un fallimento.
Una sera, dopo un'accesa discussione, in cui si rinfacciano le loro insicurezze, l'uragano si abbatte sulla locanda, ma un'altra tempesta è già in corso nei loro cuori. Paul la salva da un mobile che sta per caderle addosso e i due si ritrovano uniti in un abbraccio disperato, che sfocia in un bacio appassionato. L'amore sboccia tra le mura della locanda e, dopo aver trascorso insieme qualche giorno, Adrienne lo incoraggia a ricucire il rapporto con il figlio. I due si promettono amore eterno e si lasciano con la speranza di un futuro insieme.
Adrienne e Paul mantengono viva la loro storia d'amore a distanza, inviandosi lettere appassionate e sentendosi al telefono. Ma quando arriva il momento del tanto atteso ritorno, Paul non si presenta. Non lo farà mai più. Un giorno, il figlio Mark la va a trovare e le rivela che il padre è morto in una frana in Ecuador, mentre cercava di salvare la clinica. Mark ringrazia Adrienne per aver dato al padre la possibilità di ritrovare se stesso e le lascia una scatola con i suoi effetti personali.
Adrienne sprofonda nella depressione, ma grazie all'amore dei suoi cari riesce a uscirne. Il film si conclude con una scena di una bellezza straziante, nella quale Adrienne si alza, saluta nel vento il ricordo di Paul e si apre a un nuovo, inaspettato, domani.

## Accoglienza
In Italia la pellicola ha avuto un buon incasso, guadagnando in sole quattro settimane 6.271.535 euro. Il primo week-end totalizza solo 787.931 euro, cifra che però viene superata nel secondo week-end di programmazione che raddoppia la cifra e guadagna 1.635.174 euro, anche il terzo week-end guadagna più del primo. Negli USA guadagna in quattro settimane 41.850.659 dollari, per poi totalizzarne globalmente ben 84.400.000 dollari.